# 240-249
De jaren 240-249 (van de christelijke jaartelling) zijn een decennium in de 3e eeuw.

## Meerjarige gebeurtenissen
Perzië
- 241 : Sjapoer I volgt zijn vader op als koning van de Sassaniden.
- 241 : Sjapoer I valt het Romeinse Rijk binnen.
- 243 : De slag bij Rhesaina tussen de Romeinen en de Sassaniden is een overwinning voor de Romeinen. De raadsman van keizer Gordianus III, Timesitheus sterft.
- 244 : Slag bij Misiche tussen Romeinen en Sassaniden. Keizer Gordianus III sterft.
- 244 : Philippus I Arabs wordt de nieuwe Romeinse keizer. Hij sluit vrede met Sjapoer I door het betalen van een grote geldsom.

Romeinse Rijk
- 248 : De Goten doorbreken de Donaulimes, het begin van de Gotische Oorlog (248-268).
- 249 : Na een overwinning tegen de Goten wordt generaal Decius door zijn troepen tot keizer uitgeroepen.
- 249 : Slag bij Verona. Tijdens de veldslag tegen Decius sneuvelt keizer Philippus de Arabiër.

Gallië
Paus Fabianus stuurt zeven missiebisschoppen naar Gallië om het christendom te verbreiden.
Afrika
- Een daling van de zonneactiviteit in de jaren 240 en volgende, en verminderde neerslag in die periode, vermoedelijk ten gevolge van massale ontbossing in het Middellandse Zeegebied door de Romeinen, leidt tot grote droogte in Noord-Afrika. In de jaren 244, 245 en 246 n.C. overstroomt de Nijl niet of amper door verminderde moessonregens boven Oost-Afrika.

## Belangrijke personen
- Gordianus III
- Marcus Iulius Philippus
- De profeet Mani, de grondlegger van het manicheïsme.

<< · 240 · 241 · 242 · 243 · 244 · 245 · 246 · 247 · 248 · 249 · >>
<< · 200-209 · 210-219 · 220-229 · 230-239 · 240-249 · 250-259 · 260-269 · 270-279 · 280-289 · 290-299 · >>